# Кубок Люксембурга по волейболу среди женщин
Кубок Люксембурга по волейболу среди женщин — ежегодное соревнование женских волейбольных команд Люксембурга. Проводится с 1966 года.

## Формула соревнований
Соревнования проходят по системе плей-офф («осень-весна»). Победители полуфинальных матчей в финале определяют обладателя Кубка. В финале розыгрыша 2024/25 «Мамер» победил «Вальфер» 3:1.

## Победители
| - 1966 «Клаузен» Люксембург - 1967 «Клаузен» Люксембург - 1968 «Лалланж» Эш-сюр-Альзетт - 1969 «Лалланж» Эш-сюр-Альзетт - 1970 «Клаузен» Люксембург - 1971 «Лалланж» Эш-сюр-Альзетт - 1972 «Клаузен» Люксембург - 1973 «Клаузен» Люксембург - 1974 «Лалланж» Эш-сюр-Альзетт - 1975 «Клаузен» Люксембург - 1976 «Клаузен» Люксембург - 1977 «Клаузен» Люксембург - 1978 «Клаузен» Люксембург - 1979 «Олимпик» Люксембург - 1980 «Клаузен» Люксембург - 1981 «Клаузен» Люксембург - 1982 «Олимпик» Люксембург - 1983 «Олимпик» Люксембург - 1984 «Олимпик» Люксембург - 1985 «ЖИМ Воллей Боннвуа» Люксембург - 1986 «ЖИМ Воллей Боннвуа» Люксембург - 1987 «Олимпик» Люксембург - 1988 «ЖИМ Воллей Боннвуа» Люксембург - 1989 «ЖИМ Воллей Боннвуа» Люксембург - 1990 «ЖИМ Воллей Боннвуа» Люксембург - 1991 «ЖИМ Воллей Боннвуа» Люксембург - 1992 «ЖИМ Воллей Боннвуа» Люксембург - 1993 «ЖИМ Воллей Боннвуа» Люксембург - 1994 «Мамер» - 1995 «Мамер» | - 1996 «Мамер» - 1997 «ЖИМ Воллей Боннвуа» Люксембург - 1998 «Мамер» - 1999 «Мамер» - 2000 «Мамер» - 2001 «Мамер» - 2002 «Бертранж» - 2003 «Мамер» - 2004 «Мамер» - 2005 «Эшер» Эш-сюр-Альзетт - 2006 «Воллей’80» Петанж - 2007 «Воллей’80» Петанж - 2008 «Воллей’80» Петанж - 2009 «Воллей’80» Петанж - 2010 «Воллей’80» Петанж - 2011 «ЖИМ Воллей Боннвуа» Люксембург - 2012 «ЖИМ Воллей Боннвуа» Люксембург - 2013 «Вальфер» Вальферданж - 2014 «Мамер» - 2015 «Вальфер» Вальферданж - 2016 «Мамер» - 2017 «Вальфер» Вальферданж - 2018 «Вальфер» Вальферданж - 2019 «Вальфер» Вальферданж - 2020 турнир не завершён - 2021 турнир отменён - 2022 «Мамер» - 2023 «Мамер» - 2024 «Мамер» - 2025 «Мамер» |